# Arco Voltáico

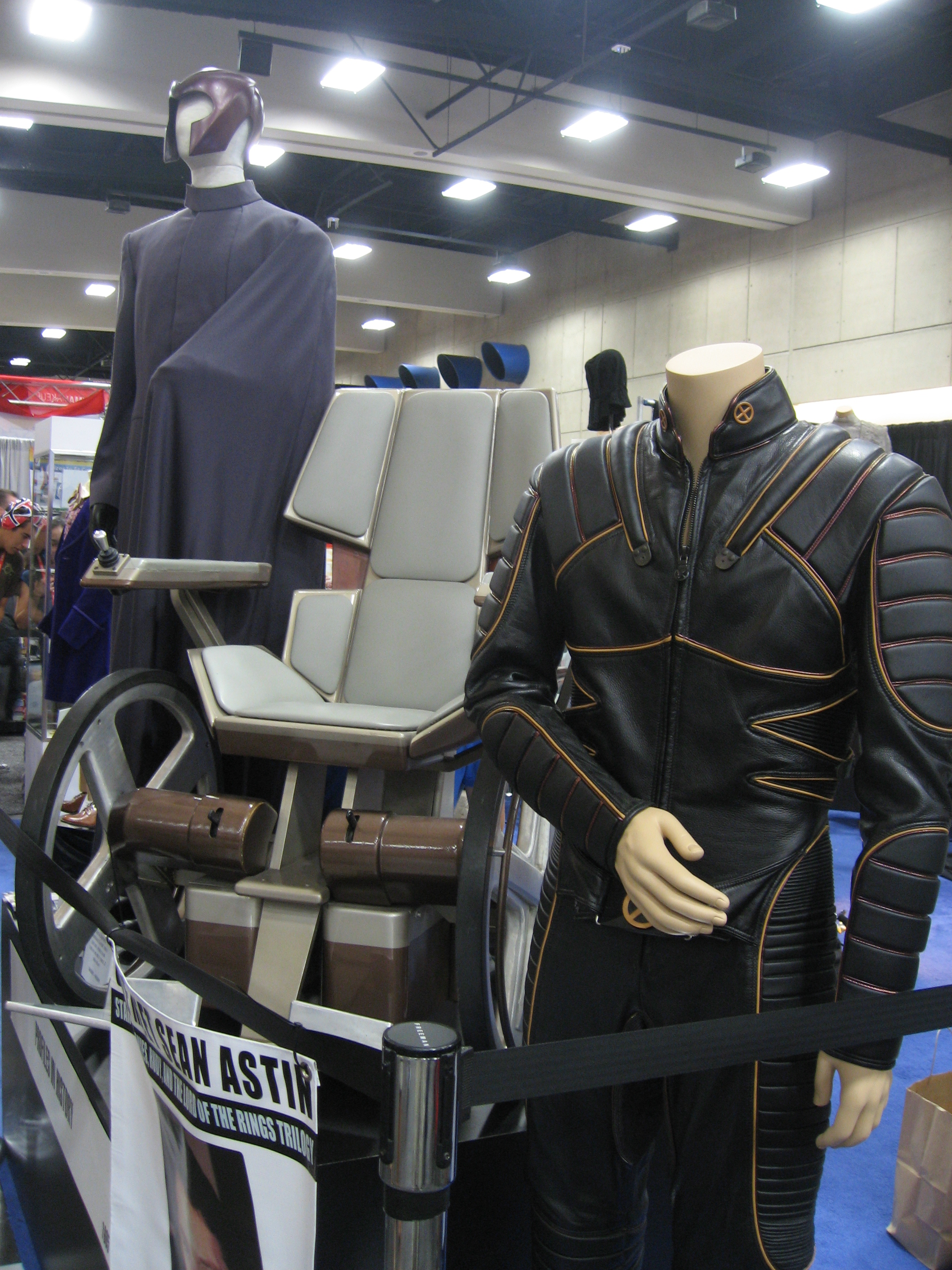
Vestuario y accesorios de los X-Men en el cine.

Arclight —o Arco Voltaico en España— (Philippa Sontag) es un personaje ficticio, una supervillana mutante que aparece en los cómics estadounidenses publicados por Marvel Comics. Creada por el escritor Chris Claremont y el artista John Romita, Jr., es una ex oficial militar que luego se convierte en asesina. Se la conoce principalmente como miembro del equipo original de Merodeadores, un grupo de mutantes que a menudo trabajan para el villano científico loco Mr. Siniestro. Como Merodeadora, a menudo ha luchado contra los X-Men, así como contra equipos y héroes relacionados como X-Factor y X-Force. Como muchos de los Merodeadores, Arclight ha muerto en batalla más de una vez, solo para ser revivido cada vez por Siniestro a través de técnicas avanzadas de clonación.
El personaje ha hecho apariciones menores dispersas en otras formas de medios, como series de televisión animadas y la película X-Men: The Last Stand (2006), en la que fue interpretada por Omahyra Mota.

## Historial de publicaciones
Arclight apareció por primera vez en silueta en Uncanny X-Men # 210 (octubre de 1986), luego hizo su primera aparición completa el mes siguiente en el número 211 (noviembre de 1986). Ambos temas sirvieron como capítulos en el cruce de "Mutant Massacre" que involucró a los X-Men, el equipo derivado X-Factor y otros héroes de Marvel Comics como Thor, Power Pack y Daredevil. Arclight, junto con muchos de los Merodeadores, fue creado específicamente para la historia de "Mutant Massacre" por Chris Claremont y John Romita, Jr.. En referencia a este crossover, el escritor / artista de X-Factor Walt Simonson dijo que "cuando Jon Bogdanove dibujó Arclight en Power Pack, tenía una figura muy diferente a la que le di en X-Factor. Pero volví e hice un poco de trabajo de revisión en mi libro después de haber visto lo que John lo había hecho".
Originalmente, se dice que Arclight es un veterano de la guerra de Vietnam. Con el tiempo, esto resultó problemático ya que las historias modernas de Marvel Comics existen en una línea de tiempo deslizante: los nuevos cómics tienen lugar alrededor de la fecha de publicación (a menos que se indique específicamente lo contrario), mientras que ahora se entiende que los eventos del pasado se adelantaron desde su publicación original. fecha, comprimiendo el tiempo para que los personajes no envejezcan demasiado rápido o en tiempo real. Dado que personajes como Arclight envejecen al ritmo de un ser humano normal, se hizo incierto cómo podrían parecer estar en su mejor momento en las historias del siglo XXI y haber servido en la Guerra de Vietnam. Existía un problema similar para personajes como Punisher. Para abordar esto, la miniserie de 2019 History of the Marvel Universe revisó el canon, revelando que se libró una guerra durante décadas en el país asiático ficticio Siancong, que terminó solo unos años antes del surgimiento de la era moderna de los superhéroes. Como resultado, ahora se dice que Arclight y otros personajes son veteranos de la Guerra Siancong.
Tras los conflictos con los X-Men en "Masacre Mutante" y el crossover de 1989 "Inferno", Arclight fue representado como miembro del equipo de Femizons en la serie de cómics Capitán América (volumen 1). Luego fue vista nuevamente como miembro de los Merodeadores en 1996 y a menudo fue parte del equipo en sus historias posteriores.
En el evento de 2019 Dawn of X, se formó una nueva comunidad mutante en la isla viviente Krakoa, que proporcionó refugio y amnistía a los mutantes en todas partes. Mientras Mr. Siniestro y el Merodeador conocido como Scalphunter se mudaron a la isla, Arclight y los otros Merodeadores originales (con la excepción de Sabretooth) decidieron rechazar la oferta de amnistía. Dawn of X presentó un nuevo equipo que se hacía llamar los Merodeadores formado en Krakoa, liderado por Kitty Pryde e involucrando a varios exmiembros de X-Men. La serie de 2020 Hellions reveló que Arclight y sus otros viejos compañeros de equipo habían establecido su nuevo hogar en el Hogar Estatal de Essex para Expósitos, un orfanato que anteriormente pertenecía a Siniestro, donde secretamente tenía un laboratorio y bancos de clones.

## Historia
Como parte del ejército de los EE. UU., Philipa Sontag sirve con las fuerzas terrestres durante la Guerra de Siancong. Las experiencias traumáticas de Sontag durante la guerra la persiguen durante años. Ella proyecta su trauma y rabia en el culturismo y el trabajo mercenario, convirtiéndose en una asesina sedienta de sangre. Ya una mutante nacida con mayor fuerza y resistencia, el entrenamiento de Sontag la hace proporcionalmente más fuerte y más formidable. Sontag también se entrena en cómo usar mejor su poder de ondas de choque mutante en combate, combinándolo con su súper fuerza en forma de puñetazos y golpes.
Varios años después de la Guerra de Siancong, el superpoderoso genetista Mr Siniestro decide acabar con una comunidad de mutantes que viven en las alcantarillas llamados Morlocks. Obsesionado con mejorar las mutaciones en mutantes y crear una raza perfecta de superhumanos, Siniestro cree que los Morlocks (muchos de los cuales están físicamente deformados o discapacitados por sus habilidades mutantes) contaminarán el acervo genético. También se entera de que muchos Morlocks fueron mutados aún más por métodos científicos basados en su propia investigación (realizada por el villano Dark Beast), y se ofende de que su "firma" se haya utilizado sin permiso. Ya trabajando regularmente con el asesino mutante Scalphunter, Siniestro decide que para los Morlocks necesitará un equipo completo de guerreros. Le pide al Gambito criminal mutante que busque y reclute asesinos mutantes. A cambio, Siniestro acepta curar a Gambito de un defecto que le hará perder el control de sus poderes. Gambito recluta a Arclight y a otros, y forman el primer equipo de Merodeadores de Siniestro. Scalphunter, un veterano del ejército de EE. UU. y cómplice de Siniestro desde hace mucho tiempo, es el líder de campo del equipo. Arclight se convierte en el segundo al mando.
Antes de emprender su misión contra los Morlocks, Siniestro envía a los Merodeadores a secuestrar a Nathan Summers, el hijo recién nacido de Cyclops. Una vez que Nathan está asegurado, Siniestro envía a los Merodeadores a las alcantarillas de Nueva York y el equipo se dedica a la matanza al por mayor. Su ataque se conoce como la "Masacre Mutante". La propia Arclight mata a docenas de Morlocks antes de que los Merodeadores sean atacados por héroes como X-Men y X-Factor, lo que los obliga a retirarse.
Meses después, los Merodeadores están involucrados en el cruce "Inferno", durante el cual las fuerzas del Infierno se desatan en la Tierra. Arclight y varios Merodeadores son asesinados durante el cruce, pero resucitados por la tecnología de clonación de Mr Siniestro. Mr. Siniestro combina sus poderes mentales con su manipulación genética para asegurarse de que todos los clones no lo traicionen.
La terrorista Superia planea conquistar el mundo, con la esperanza de dominar a los hombres y esterilizar a todas las demás mujeres. Para ayudarla a derrocar a la sociedad, recluta un ejército de mujeres guerreras, incluida Arclight. Después de enterarse de que existe un futuro posible donde la Tierra está gobernada por mujeres señoras llamadas Femizons, Superia nombra a su propio ejército actual "Femizons". Sus esfuerzos se ven frustrados por una colección de luchadores liderados por el Capitán América. Aunque Superia luego crea un nuevo grupo más pequeño de Femizons, Arclight no se une a ellos. En cambio, vuelve a trabajar junto a los Merodeadores, a menudo capturando sujetos de prueba mutantes o luchando contra héroes como Cable, todo bajo el mando de Mr Siniestro.
Los Merodeadores atacan al poderoso mutante Nate Grey, quien usa su telepatía para hacer que Arclight mate a su compañero Blockbuster. Nate Grey luego hace que el Merodeador llamado Riptide mate a Arclight. Todos son resucitados más tarde por la granja de clones de Siniestro.
Debido al evento llamado M-Day, la mayoría de los mutantes de la Tierra pierden su gen X y las habilidades mutantes que les otorgó. Se determina que solo 198 mutantes retienen su gen X, siendo Arclight uno de ellos. Durante un tiempo, se refugia en la casa de los X-Men, la escuela que recibe el sobrenombre de "la Mansión X". Más tarde, Arclight se va, y finalmente se une al equipo de Nuevos Merodeadores que incluye a exmiembros de X-Men. Este equipo lucha contra los X-Men y otros héroes en el crossover Messiah CompleX. Durante este cruce, Arclight se une a una batalla en la isla Muir y es gravemente herida por Wolfsbane, quien la muerde en la garganta. Más tarde se la ve recuperada (o clonada nuevamente), solo para luego ser derrotada por Rockslide. Arclight luego se reincorpora a los Merodeadores cuando el equipo se reorganiza brevemente bajo el liderazgo de Da'o Coy Manh, la media hermana del mutante conocida como Karma.
Decidiendo que hace mucho tiempo que debían vengarse en nombre de los Morlocks que mataron sus predecesores, Magneto persigue y mata a estos clones, incluida Arclight. Después de rastrear a un grupo de clones restantes que aún no se han activado, Magneto decide alterar sus personalidades para obedecer sus propias órdenes en el futuro. Magneto luego desata a sus leales clones de Merodeadores contra la agencia de inteligencia internacional S.H.I.E.L.D., usándolos como distracción mientras destruye gran parte de los datos recopilados por la organización sobre mutantes. Magneto y sus Merodeadores luego se retiran y se separan. Finalmente, Mr Siniestro forma un nuevo equipo de Merodeadores.
Los Merodeadores luego se reforman con Scalphunter, Arclight, Harpoon, Blockbuster, Vertigo y Malice. Los X-Men se enfrentan a este grupo, acusándolos de cometer una segunda Masacre de Morlock. Los Merodeadores niegan esta acusación, pero Cámara de X-Man los quema vivos con su llama psiónica. Mientras arde, Harpoon empala a Chamber en la espalda, matando al joven mutante. Los Merodeadores son vistos de nuevo sin heridas, lo que indica que fueron clonados una vez más por Siniestro.
En el evento de 2019 Dawn of X, se forma una nueva comunidad mutante bajo la dirección de los antiguos enemigos Charles Xavier y Magneto. La nueva comunidad establece su residencia en la isla viviente Krakoa, proporcionando refugio y amnistía para los mutantes (y solo mutantes). Scalphunter se une a la comunidad y Mr Siniestro está invitado a servir en su órgano de gobierno, el Quiet Council. Arclight y los otros Merodeadores originales (con la excepción de Dientes de Sable) deciden rechazar la oferta de amnistía. Arclight y sus otros viejos compañeros de equipo se refugian en el Hogar Estatal de Expósitos de Essex, un orfanato que antes pertenecía a Siniestro, donde secretamente tenía un laboratorio y bancos de clones.

## Poderes y habilidades
Arclight puede generar una fuerza sísmica de sus manos, provocando ondas de choque de corto alcance y temblores en el área inmediata. En algunos cómics, un destello de luz acompaña a sus poderes. Ha desarrollado un estilo de lucha en el que libera una onda de choque simultáneamente mientras lanza su puño, creando un efecto de golpe demoledor. Junto con esto, su gen X mutante le otorga fuerza, resistencia y resistencia sobrehumanas a las lesiones. Su extenso entrenamiento de fuerza la ha hecho aún más fuerte y formidable. Arclight tiene entrenamiento militar en supervivencia en la jungla, combate cuerpo a cuerpo y varias armas de fuego y explosivos.
Arclight ha muerto en acción, pero ha sido resucitado repetidamente por las técnicas de clonación de Mr Siniestro. Este proceso parece implicar una transferencia total de personalidad y recuerdos, manteniendo efectivamente a Arclight como la misma persona, aunque ahora con una programación que le impide traicionar a Mr Siniestro.

## Otras versiones
En la realidad de House of M, Arclight (junto con Mentallo y Wild Child) es miembro de la Guardia Roja que se posicionó en Australia para trabajar con Exodus.

## Apariciones en otros medios

### Televisión
- Aparece en la serie X-Men, en el episodio de dos partes, "Santuario". Ella es uno de los mutantes que se unen al paraíso mutante de Magneto. En el episodio "Secrets Not Long Buried", ella es una de los muchos residentes de la comunidad dominada por mutantes de Skull Mesa.[28]
- Aparece en la serie Wolverine and the X-Men, episodio, "eXcessive Force". Este Arclight es masculino, y él es supuestamente el líder de campo de los Merodeadores que reciben órdenes directas de Mister Siniestro. Utiliza los mismos poderes de onda de choque que sus contrapartes de la corriente principal y de la película. Cuando Vertigo llega para advertirle sobre la llegada de Cyclops, es atacado mientras Vertigo huye. El señor Sinister se pone en contacto con él y recibe órdenes de dar información a Cyclops que lo llevaría a una trampa.[29]

### Cine
- Aparece en X-Men 3, interpretada por la modelo y actriz dominicana Omahyra Mota. Arclight no tenía líneas en la película. En la película, sus superpoderes basados en ondas de choque son más refinados que en el cómic: sus ondas de choque se proyectan de manera externa y pueden apuntar a materiales específicos. Es miembro de los Omegas. Durante la redada en Alcatraz, Arclight usó sus ondas de choque para desactivar las armas de cura y más tarde se unió a Quill y Psylocke para atacar a Warren Worthington II. Ella, Quill y Psylocke son asesinados más tarde por la ola de desintegración de Jean Grey cuando su lado del Fénix Oscuro se activa.

### Videojuegos
- Aparece en Deadpool (2013), con la voz de Chani Krich,[30][31] Ella sirve como la primera jefa del juego. El encuentro termina con Arclight muriendo en una barra de refuerzo.